# Бабінець Анна Володимирівна
Анна Володимирівна Бабінець (нар. 12 червня 1984, Дніпро) — українська журналістка-розслідувачка, керівниця незалежної розслідувальної агенції Слідство.Інфо, регіональний редактор Проєкту розслідування корупції та організованої злочинності (OCCRP), член команди YanukovychLeaks.

## Професійна діяльність
Навчалась у Дніпропетровському національному університеті імені Олеся Гончара.
Працювала у виданні «Український тиждень», у програмі «Знак Оклику» на каналі ТВі, на «Громадському телебаченні». Публікувалась у таких виданнях: «Українська правда», «Kyiv Post», «LB.ua», «Український тиждень», «Полит.ру», «Дзеркало тижня».
У 2012 році Анна Бабінець разом із Дмитром Гнапом створили проєкт Слідство.Інфо.
У лютому 2014 року Анна Бабінець разом з іншими українськими журналістами започаткувала ініціативу YanukovychLeaks. У рамках цього проєкту було врятовано понад 25 тисяч документів, які стосувалися оточення екс-президента України Віктора Януковича та функціонування резиденції «Межигір'я», де він мешкав. Після просушування та сканування виловлених паперів журналісти передали оригінали документів слідчим Генеральної прокуратури України. Опрацьовувати бухгалтерію оточення Януковича допомагали навіть співробітники американського ФБР.
У рамках проєкту YanukovychLeaks Анна Бабінець опублікувала низку журналістських розслідувань про соратника Віктора Януковича Сергія Курченка. Також під авторством Анни Бабінець випущено документальний фільм «Ньюзрум Межигір'я: Історія YanukovychLeaks».
З 2015 року Анна Бабінець є регіональним редактором Проєкту розслідування корупції та організованої злочинності (англ. Organized Crime and Corruption Reporting Project, OCCRP). 
У червні 2018 року Дмитро Гнап залишив проєкт Слідство.Інфо (і журналістику загалом) заради політики, й Анна Бабінець очолила розслідувальну команду.

## Пулітцерівська премія
Анна Бабінець та Влад Лавров були співаторами проєкту «Панамські документи», який відзначено Пулітцерівською премією у 2017 році у номінації «Роз’яснювальна журналістика». Українські журналісти вперше дотичні до найпрестижнішої журналістської нагороди світу.
Анна Бабінець прокоментувала отримання відзнаки так:
|  | Ви ж знаєте, що журналісти можуть отримати Пулітцера тільки за матеріали, опубліковані в американських медіа, і фактично тільки американські журналісти отримують цю премію. Майже неможливо чи дуже важко громадянам інших країн отримати Пулітцерівську премію за те, що було опубліковано в інших ЗМІ. Тобто те, що сталося, те, що проект Panama Papers Міжнародного консорціуму журналістських розслідувань (The International Consortium of Investigative Journalists, ICIJ), отримав Пулітцера, – це єдина можливість наблизитись до цієї американської нагороди. Panama Papers – це проект, над яким працювало понад 300 журналістів, і це саме проект отримав цю нагороду. В Україні в проекті Panama Papers брали участь дві людини – це я і Влад Лавров. Ми працювали дев’ять місяців безпосередньо з документами, а потім ми ще кільком журналістам передали доступ до частини файлів. З усім архівом працювали тільки ми з Владом. |

«Подвійне життя президента: Порошенко – офшори і траст» – одне з найгучніших розслідувань, яке створене українськими журналістами, на основі Панамських документів. Воно було опубліковане у квітні 2016 року.

## Дискусія навколо журналістського розслідування «Подвійне життя президента»
Розслідування про офшорні компанії Петра Порошенка викликало великий суспільний резонанс і спричинило дискусію у медіасередовищі. Після виходу матеріалу Анну Бабінець звинуватили в надлишковій емоційності викладу та маніпулятивному використанні паралелі між президентськими офшорами та подіями в Іловайську.
Медіаексперт Отар Довженко написав:
|  | Спекуляція на будь-яких героях і жертвах – Донбасу, Майдану, ОУН-УПА, – всіх тих, хто проливає свою кров, поки ми амортизуємо клавіатури, – це табу. Такі прийоми мали бути табуйовані щонайменше з поваги до героїв і жертв, до будь-яких людей, чиїми іменами – історія знає чимало прикладів, від Горста Весселя до розіп’ятого хлопчика, – можна прикрити будь-яке неподобство |

У свою чергу Анна Бабінець пояснила, що згадана паралель була необхідна для розуміння контексту, у якому відбувалося створення офшорних фірм:
|  | Це важливо, адже президент — головнокомандувач. Коли наші бійці опинилися в оточенні в Іловайську, були спроби протягом тижня достукатися до президента, від нього вимагали реакції, але реакції не було», – сказала журналістка. |

## Фільм «Вбивство Павла. Розслідування загибелі журналіста Шеремета»
Анна Бабінець також є співавтором розслідувального фільму «Вбивство Павла. Розслідування загибелі журналіста Шеремета». Презентація фільму відбулася у травні 2017 року.
Автори фільму – Анна Бабінець, Олена Логінова, Дмитро Гнап, Влад Лавров – під час роботи над розслідуванням знайшли свідків, яких ще не опитували правоохоронці, та звернули увагу на деталі, які не озвучило офіційне слідство.
Фільм про вбивство журналіста Павла Шеремета отримав одну з найпрестижніших світових нагород – Investigative Reporters and Editors Award. Перше місце фільм розділив із матеріалами газети The New York Times про домагання в Голлівуді.
Також фільм отримав нагороду DIG Award 2018. Нагороду переможцям вручили в Італії. 
Анна Бабінець говорить, що завдяки цьому фільму команда Слідство.Інфо вирішила змінити формат роботи:
|  | Фільм-розслідування був визнаний кращим, зокрема, за фільм Al Jazeera та інших всесвітньо відомих медіа. Насправді саме робота над «Вбивством Павла» надихнула нас змінити формат розслідувань, які ми робимо, — з щотижневих сюжетів на великі, глибокі фільми, які ми, звісно, випускаємо тепер рідше. |

## Критика фільму «Вбивство Павла»
Українські медіа-експерти по-різному оцінили фільм. Одні захоплювалися роботою, яку зробили журналістів-розслідувачів, інші – критикували.
Медіа-експерт Федір Сидорук сказав, що його загальні враження суперечливі:
|  | Фільм цікавий, безперечно, тримає в напрузі, гарно зроблений. Але, як на мене, форма в ньому трохи превалює над змістом. Є кілька цікавих фактів, викритих журналістами, щодо присутності на місці подій колишнього (або, можливо, не колишнього) працівника СБУ, додаткові відеоматеріали, які було знайдено, додаткові свідки. Власне, наголос робився на те, що журналістам вдалося за певний час розслідувати більше, ніж правоохоронцям, і мені здається, це факт. Із іншого боку, я не міг позбутися враження, що журналісти насправді хочуть сказати дещо інше, а саме – що в них є версія, яку вони, на жаль, не можуть озвучити, бо бракує доказової бази. |

Старший радник з питань медіа Internews Network Олег Хоменок наголосив на тому, що фільм зроблено професійно:
|  | Знахідки авторів фільму показують, що розслідувальна журналістика в Україні існує і розвивається, відповідає світовим стандартам. А також те, що розвиток технологій дає великі можливості журналістам для дослідження зібраного матеріалу, бо журналісти отримали кілька терабайт відео, які вони передивлялися, систематизували, і за допомогою Bellingcat змогли технологічно відновити дані. Те, що ми раніше бачили у фантастичних фільмах про шпигунів, дійсно існує як програмне забезпечення, яким можна користуватися. І я не буду здивований, якщо ми дізнаємося, що для української поліції ці технології стали відомими лише з цього фільму, який ми вчора побачили. |

А от медіакритик Наталія Лігачова мала багато запитань до роботи розслідувальної команди, але основне – чому журналісти не повідомили про виявлені факти до презентації фільму:  
|  | ... чи не зобов'язаний кожен громадянин, у тому числі журналіст, дізнавшись важливу для слідства інформацію, негайно повідомити її правоохоронним органам? Ні? Автори фільму, судячи з усього, ще кілька місяців тому знайшли як мінімум трьох людей, які так чи інакше причетні до вбивства Павла Шеремета... І всі ці місяці журналісти не повідомляли цю інформацію слідству! |

## Персональні відзнаки
Фіналіст конкурсу «Честь професії» 2013 року у номінації «Найкраще журналістське розслідування» за роботу «Міжсезоння владних чемпіонів» («Слідство. Інфо»).
У листопаді 2013 року розділила друге місце в Українсько-польському конкурсі журналістської майстерності за публікацію «Новий хазяїн київських доріг» про бізнесмена Сергія Курченка («Українська правда») та статтю «Хабар для Нацради» («Телекритика»).
У жовтні 2014 року отримала Спеціальну відзнаку європейської журналістської нагороди SEEMO за висвітлення подій під час Революції Гідності 2013-2014 років. [недоступне посилання]
У 2019 році отримала премію за сміливість у журналістиці від Міжнародної жіночої медіафундації (International Women's Media Foundation, IWMF). У Міжнародній жіночій медіафундації відзначають: цією премією нагороджують відважних журналістів, які говорять про заборонені теми, працюють у середовищі, яке вороже ставиться до жінок, і діляться складною правдою. Станом на 2019 рік вони відзначили понад 100 журналістів у 56 країнах світу. 

## Сім'я
Червень 2011 — травень 2019 — дружина журналіста Романа Вінтоніва (Майкл Щур). 31 січня 2015 року[джерело?] народила доньку Катерину.
9 серпня 2023 року народила сина Якова від продюсера Дениса Іванова.
(https://detector.media/medialife/article/215326/2023-08-09-u-anny-babinets-ta-denysa-ivanova-narodyvsya-syn/)